# Hammondville, Alabama
Hammondville là một thị trấn thuộc quận DeKalb, tiểu bang Alabama, Hoa Kỳ. Dân số năm 2009 là 545 người, mật độ đạt 43 người/km².